# Daisuke Ichikawa
Daisuke Ichikawa (jap. 市川 大祐, Ichikawa Daisuke; * 14. Mai 1980 in Shimizu, Präfektur Shizuoka) ist ein japanischer ehemaliger Fußballspieler. Er kam meist als Außenverteidiger oder im Mittelfeld zum Einsatz.  
Ichikawa spielte ab 1996 in der Jugendmannschaft des J-League-Vereins Shimizu S-Pulse. Schon zu Oberschulzeiten machte er dann sein Debüt als Profi in der J-League beim Spiel gegen Consadole Sapporo, und zwar am 21. März 1998. Sein erstes Tor erzielte er dann am 14. November desselben Jahres gegen JEF Ichihara.
Bereits am 1. April 1998 gab er dann sein Debüt in der Nationalmannschaft im Spiel gegen Südkorea. Er war zu diesem Zeitpunkt mit 17 Jahren und 322 Tagen der jüngste Nationalspieler in der japanischen Fußballgeschichte. In das Aufgebot zur WM 1998 wurde er aber nicht berufen.
In der Folge feierte Ichikawa aber einige Erfolge mit seinem Verein Shimizu. 1999 wurde die Second Stage der Saison gewonnen, 2000 der Asienpokal der Pokalsieger und 2001 der Kaiserpokal. Bei diesen Erfolgen bildete er mit dem später nach Urawa gewechselten Alex eine bei den Gegnern gefürchtete Flügelzange.
So wurde er vom neuen Nationaltrainer Philippe Troussier auch wieder in die Nationalelf berufen und gehörte zum Kader bei der WM 2002 im eigenen Land. Dort bereitete er nach seiner Einwechslung im Spiel gegen Tunesien mit einer Flanke das vorentscheidende 2:0 durch Hidetoshi Nakata vor, welches den Einzug ins Achtelfinale bedeutete.
In den nächsten Jahren wurde er aber durch Verletzungen zurückgeworfen, wodurch er nicht mehr für die Nationalmannschaft berücksichtigt wurde und auch im Verein nur auf wenige Einsätze kam. Allerdings kämpfte sich Ichikawa in der Saison 2005 wieder in die Stammelf von Shimizu zurück.